# Ibrahima Sory Mawdo
Ibrahim Sori ou Ibrahima Sori Barry Mawdo ou Almamy Sory Mawdo, décédé vers 1784 au Foutah Djallon, était un chef peulh de l'imamat du Fouta-Djalon, dans ce qui est aujourd'hui la république de Guinée en Afrique de l'Ouest, entre 1751 et 1784.

## Contexte
Dans la seconde moitié du XVIIIe siècle, un mouvement militant islamique a commencé dans la région du Soudan au sud du Sahara, s'étendant du Sénégal au Nil. Les dirigeants ont mené le djihad, ou guerre sainte, contre les païens et les musulmans moins stricts, créant une chaîne d'États strictement musulmans dans la région. Le premier djihad a été lancé au Fouta-Djalon en 1726 par Ibrahim Musa.  Il était un éminent religieux musulman qui avait étudié dans la ville de Kankan.
Ibrahim Musa, également connu sous le nom d'Ibrahima Sambegou, ou Alfa Ibrahim, a obtenu le soutien de gangs de jeunes hommes, d'esclaves et de hors-la-loi dans sa lutte contre le pouvoirs en place.  Il est reconnu comme « commandeur des croyants » à un moment où les Peuls gagnaient la suprématie sur les fetichistes dans un Jihad, bien qu'il ait dû faire face à des familles concurrentes et à des querelles de clercs et de chefs militaires. Les Jalonké paiens adopte la religion musulmane et atteint un certain statut social, mais reste subordonné aux dirigeants peuls.  Le processus du jihad a été prolongé, parce que les Peuls ne prenaient pas simplement le contrôle d'un État existant, mais construisaient un nouvel État.  Alfa Ibrahim est décédé en 1751.

## Lutte pour le pouvoir

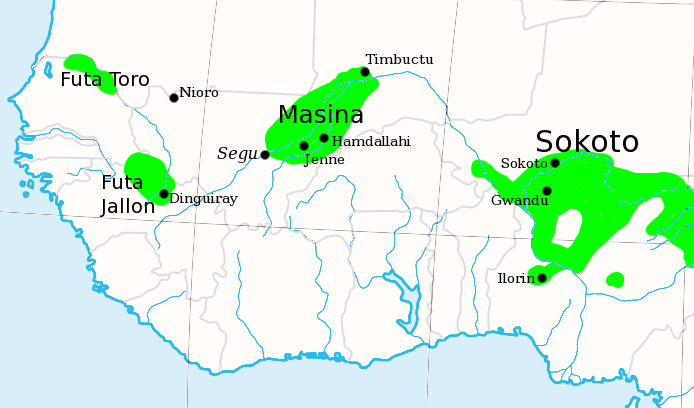
Jihad Fula déclare vers 1830 - Fouta-Djalon à l'Ouest

Ibrahim Sori était le cousin d'Alfa Ibrahim. Il lui succède à sa mort et consolide l'autorité militaire peule. Ses motifs étaient plus commerciaux que religieux. Il a mis son énergie à prendre le contrôle de tout le commerce, qui à l'époque consistait principalement à échanger des esclaves contre du tissu, du fer et des armes européens.
Sori a promu la guerre comme un moyen de gagner plus d'esclaves, unissant ses forces au roi du peuple Dyalonke de Solima.
En 1762, les forces combinées de peuls et Solima ont envahi le territoire de l'animiste Wassoulou Kondé-Bréma Diakité à l'est et ont été vaincues. L'alliance entre les Peuls et Solima s'est rompue. Les Solima se sont alliés avec les Wasulunké contre les Peuls et ont commencé des raids annuels en territoire Peuls. En 1776, ils furent définitivement battus par les Peuls sous Ibrahim Sori, les Solima avouèrent leur inferiorité et n'ont plus tenté depuis de se mesurer en plaine avec leurs ennemis.

## Almamy
Après la victoire sur le Solima et le wassoulou, Ibrahim Sory a adopté le titre almamy. Il est devenu connu comme Sori Mawdo (de la langue peulh Sori le Grand). Bien qu'il fût le chef des Peuls, il devait respecter les conseils d'un conseil des anciens et devait accepter que le conseil confirme ses successeurs. Le conseil a également collecté la dîme et le butin pour couvrir les coûts du djihad et a appliqué les lois de la charia. Sous Ibrahim Sori, l'État théocratique était organisé en neuf provinces, chacune dirigée par un religieux qui était subordonné à Sori en tant qu'almamy. L'almamy a été officiellement installé à Fougoumba, la capitale religieuse, mais a régné depuis Timbo, la capitale politique, avec l'aide du conseil.
Le conseil est devenu jaloux du pouvoir et du prestige d'Ibrahim Sori et a commencé à s'agiter contre lui. Sori est entré à Fougoumba, a exécuté les conseillers qui s'étaient opposés à lui et a convoqué une assemblée générale pour confirmer son autorité. L'assemblée bondée a dûment voté en sa faveur, et la faction militaire était fermement en contrôle jusqu'à la mort de Sori en 1791-1792. Il a été remplacé par son fils Sa'id, qui a exercé ses fonctions jusqu'en 1797-1798, date à laquelle il a été tué et remplacé par un descendant de Karamoko Alfa.  Les chefs Fulani originaux ont conservé le droit d'élire l'almamy, qui était généralement un descendant clérical d'Alfa Ibrahim ou un descendant plus laïc et militaire d'Ibrahim Sori. 